# Торжественный финал
Торжественный финал (англ. Grand Piano) — испанский англоязычный фильм 2013 года режиссёра Эухенио Мира. Премьера состоялась в сентябре 2013 года на Fantastic Fest.

## Сюжет
У известного пианиста Тома Селзника появилась боязнь сцены во время исполнения сложной композиции «La Cinquette». Через пять лет он решил вернуться на сцену и даёт концерт в Чикаго, посвященный недавно умершему композитору и музыканту Патрику Годуро, который также приобрел известность после смерти из-за его пропавшего состояния.
Перед концертом ему подают папку с партитурами. В ней он находит ноты к «La Cinquette» и выбрасывает их. Во время концерта в нотах он находит комментарии, в которых его угрожают убить, если он сыграет хотя бы одну неправильную ноту. Поначалу он считает, что это розыгрыш. Позже он видит сообщения, угрожающие его жене Эмме, и след от лазерной указки, следующий за его движениями. Том уходит со сцены, чем шокирует публику, и возвращается в гримерную. В телефоне он находит сообщение с инструкциями как ему найти наушник, через который он сможет общаться с убийцей Клемом. Клем демонстрирует Тому, что он не шутит простреливая цель на сцене.
Том возвращается на сцену и продолжает концерт. По телефону он пытается связаться со своим другом Уэйном, также присутствующим на концерте. Когда телефон звонит, Уэйн покидает зал. Том набирает ему сообщение, в котором говорит, что Эмме угрожает опасность, но когда Уэйн обращается к консьержу, тот убивает его, тем самым раскрывая свою связь с Клемом. Подруга Уэйна Эшли пытается его найти, но её также убивает консьерж. Клем сообщает Тому, что вместо Сонаты «Буря» ему придется играть «La Cinquette», при этом сыграть её нужно без ошибок.

## В ролях
- Элайджа Вуд — Том Селзник
- Джон Кьюсак — Клем
- Керри Бише — Эмма Селзник
- Тэмсин Эгертон — Эшли
- Аллен Лич — Уэйн
- Дон МакМанус
- Алекс Уинтер — ассистент
- Ди Уоллес

## Восприятие
Фильм в целом получил положительные отзывы критиков. На сайте Rotten Tomatoes фильм имеет рейтинг 79 % на основе 72 рецензий со средним баллом 6,5 из 10. На сайте Metacritic фильм получил оценку 61 балл из 100 на основе рецензий 20 критиков.